# Fistule romaine

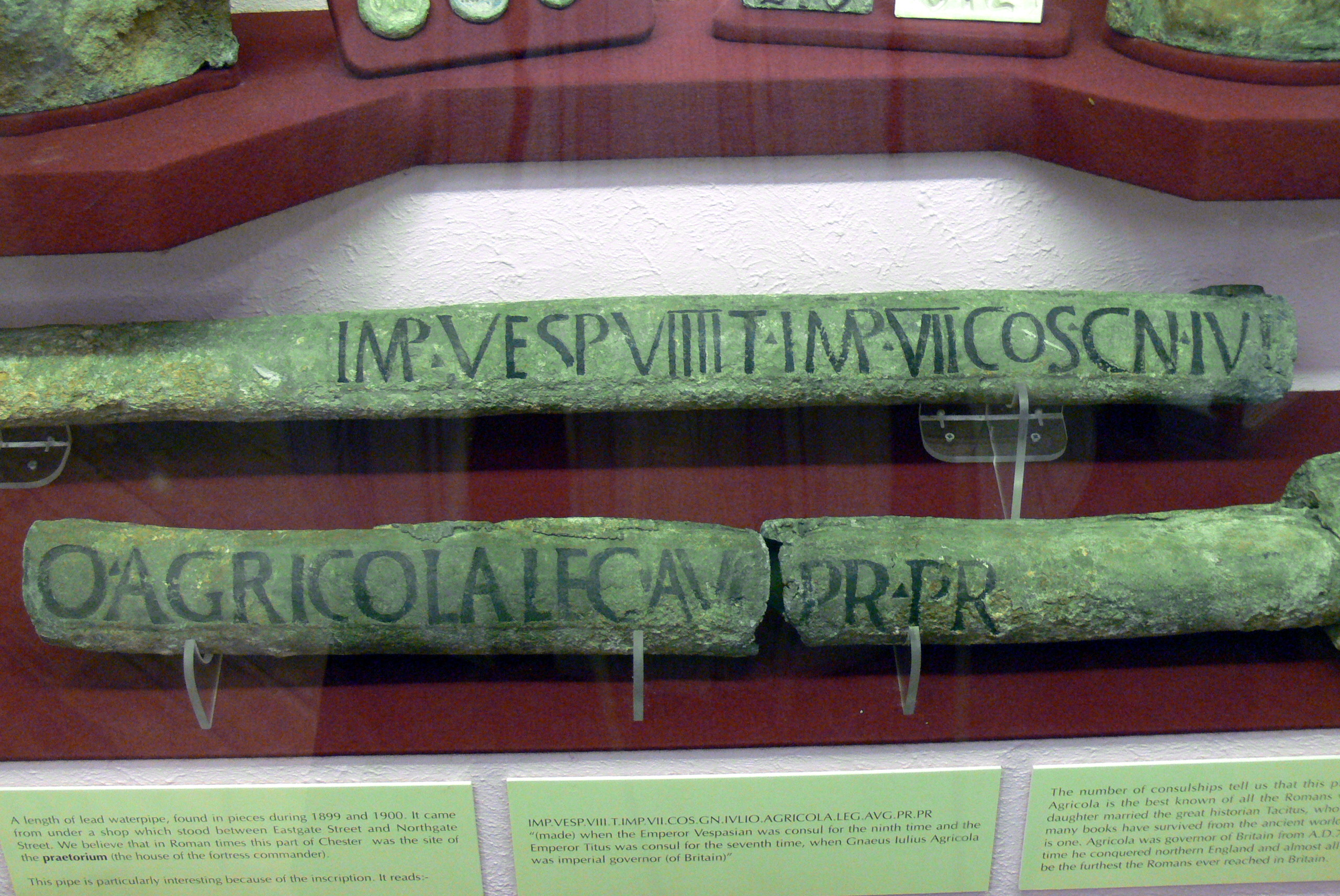
Inscription sur un tuyau en plomb romain.

Un tuyau romain en plomb ou fistule (en latin fistula aquaria) est une conduite utilisée dans le réseau de distribution d’eau dans les villes de la période romaine. 
Elle sert à acheminer l’eau depuis les réservoirs, qu’il s’agisse de  citernes ou d’arrivées d’aqueducs, jusqu’aux édifices publics tels que les thermes, les fontaines, ou parfois aux maisons de riches particuliers.
Les tuyaux de plomb sont mentionnés par Vitruve dans ses prescriptions au sujet des aqueducs.

## Fabrication

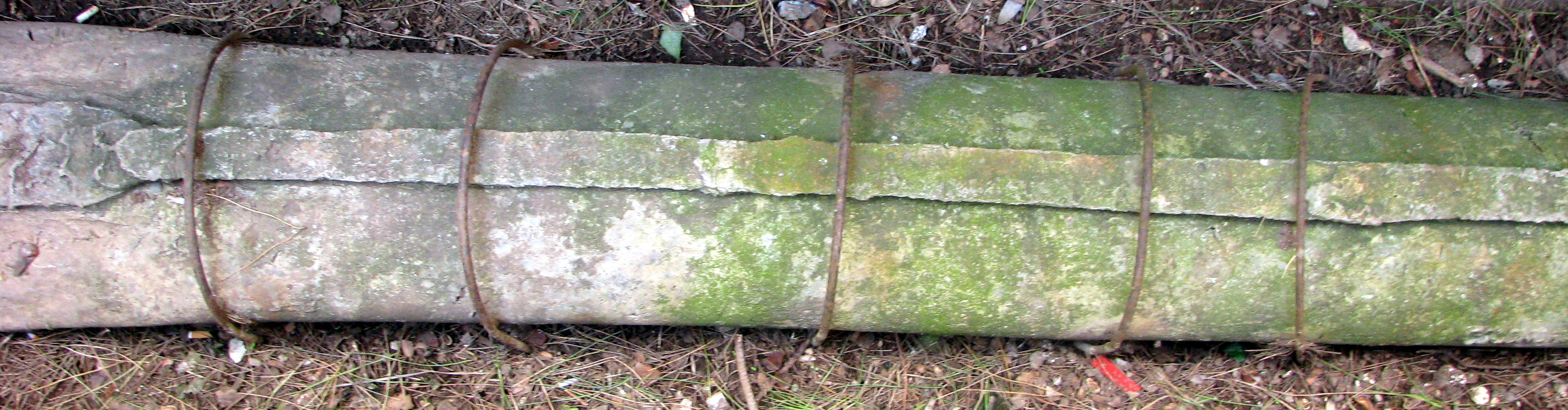
Tuyau trouvé à Ostie.

Le plomb nécessaire était extrait en grande quantité à l'époque romaine, comme sous-produit des mines de plomb argentifère, notamment dans les mines de Bétique et de Bretagne.
Les fistules sont fabriquées à partir d’une plaque de plomb rectangulaire roulée en forme ovoïde et refermée par un cordon de soudure longitudinale. Leur longueur peut atteindre environ trois mètres (10 pieds selon Vitruve), et le diamètre extérieur atteindre 30 cm pour une conduite principale, comme celle trouvée sous le decumanus maximus d’Ostie. Les conduites terminales étaient plus fines et mesuraient moins de 10 cm de diamètre.

## Intérêt épigraphique

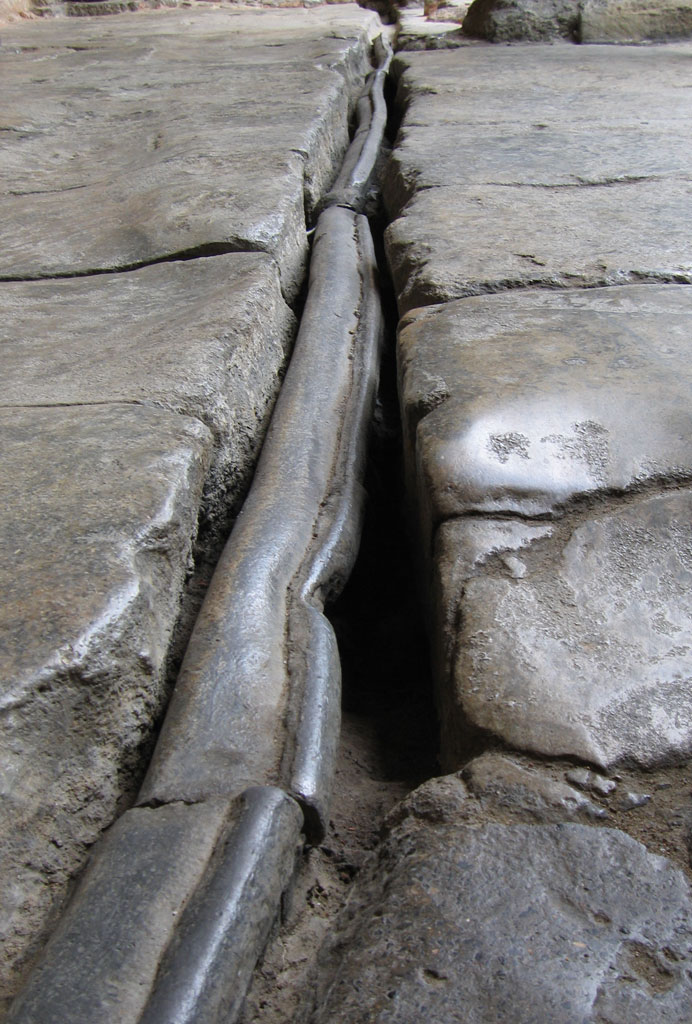
Fistule de plomb, utilisé à l’époque romaine à l’intérieur des thermes de Bath - Angleterre.

Les fistules sont fréquemment porteuses d’inscriptions réalisées en coulant du plomb sur leur surface et en y imprimant une marque laissant les lettres en relief. Frontin, administrateur principal des eaux de Rome, cite l’obligation de figurer sur les conduites en plomb le chiffre de sa capacité, et ce tous les 50 pieds. Les trouvailles archéologiques nous permettent de constater que cette prescription était rarement respectée. En revanche, de nombreuses inscriptions apparemment non obligatoires ont été trouvées, surtout à Rome et à Ostie, deux sites riches en découvertes de tuyaux. Les indications portées par les inscriptions peuvent être les suivantes :
- indication du fabricant de la fistule  soit par son nom au nominatif suivi du verbe FECIT ou FE (untel a fait ce tuyau), soit par EX OFFICINA suivi de son nom au génitif (de la fabrique de untel) ;
- indication du bénéficiaire de l’eau ou celui de l’empereur, considéré comme bénéficiaire de l’eau publique, au génitif ;
- nom du donateur de l’ouvrage, au génitif (sous-entendu EX INDULGENTIA, par la générosité de), pour les actes d’évergétisme ;
- le nom de l’administrateur chargé de la distribution, ou la datation par le nom des consuls éponymes.

L’indication du bénéficiaire pour les raccordements desservant des bâtiments tels que domus privée ou  établissements thermaux a permis d’identifier de nombreux propriétaires.  En majorité, ce sont des membres de l’aristocratie sénatoriale ou équestre, ou des affranchis impériaux, tous assez proches de l’empereur pour obtenir le bénéfice de l’eau publique. Par exemple à Rome la Villa des Quintili, desservie par des conduites en plomb portant les noms de deux frères, Sextus Quintilius Condianus et Sextus Quintilius Valerius Maximus, consuls en 151.
Autre exemple trouvé à Ostie sur une fistule de 192 cm de long et 8,5 cm de diamètre externe : 

COLONIA OSTIENSIS C(aio) POPPAEO SABINIANO PRAEF(ecto) ANNONAE

La colonie d’Ostie, à C. Poppaeus Sabinianus, préfet de l’annone

## Saturnisme
On attribue au plomb des tuyaux et de la vaisselle ou d'autres contenants,,,,, le taux élevé de personnes atteintes de saturnisme. 
Ce plomb pourrait être une des causes de la chute de l'Empire romain ou au moins du déclin de l'aristocratie romaine.
La dangerosité du plomb est connue des Romains. Ce qui rend l'eau mauvaise dans les tuyaux en plomb nous dit Vitruve vers -15, c'est qu'il s'y forme de la céruse, « matière que l'on dit être très-nuisible au corps de l'homme ». « Or, si le plomb produit des matières malsaines, nul doute qu'il ne soit lui-même contraire à la santé. »
« quod per plumbum videtur esse ideo vitiosa, quod ex eo cerussa nascitur : haec autem dicitur esse nocens corporibus humanis. Ita si, quod ex eo procreatur, id est vitiosum, non est dubium quin ipsum quoque non sit salubre. »
On reconnait la dangerosité du plomb à cette époque au teint blafard des plombiers. Vitruve recommande l'usage de tuyaux en terre cuite.

## Liens